# 50 Kamers
50 Kamers, soms met uitzicht, meestal kortweg aangeduid als 50 Kamers, was een Nederlands televisieprogramma van de Evangelische Omroep (EO). In een villa in Baarn, later in Zeist, gingen de presentatoren Bernard van den Bosch (een broer van Jan van den Bosch, die eveneens EO-presentator was) elke dinsdag in gesprek met jongeren over uiteenlopende thema's, waaronder dierenmishandeling, verstandelijk gehandicapten, pesten op school, religie, armoede, het syndroom van Down, vluchtelingen, homoseksualiteit en vriendschap.
De hoofdmoot waren de discussies in de villa. De opnames daar hadden een los karakter met een vrije cameravoering; soms werden er gesprekken gefilmd die toevallig tussen enkele jongeren waren ontstaan. De cameramensen kwamen zelf ook volop in beeld, daarnaast werd het beeldmateriaal snel afgemonteerd. Het thema werd afgewisseld met varia als op locatie opgenomen sketches (onder meer met acteur Eric Velu), interviews en muziek. De eindredactie was in handen van Wim de Knijff.